# Agnieszka Godras
 Agnieszka Godras, née le 16 août 1972, est une coureuse cycliste polonaise. Elle est vingt-deux fois championne de Pologne (trois titres sur route, dix-huit sur piste et un en VTT).

## Palmarès sur route

### Championnats de Pologne
- 1990
  -  Championne de Pologne sur route
  - 3e du championnat de Pologne du contre-la-montre
- 1991
  -  Championne de Pologne sur route
  - 3e du championnat de Pologne du contre-la-montre
- 1992
  -  Championne de Pologne sur route
- 1993
  - 2e du championnat de Pologne sur route
  - 2e du championnat de Pologne du contre-la-montre
- 1994
  -  Championne de Pologne sur route
- 1995
  - 2e du championnat de Pologne du contre-la-montre
  - 3e du championnat de Pologne sur route
- 1996
  - 2e du championnat de Pologne du contre-la-montre

## Autre
- 1997
  - 3e étape de Interreg Drie Landen Ronde

## Palmarès sur piste

### Championnats du monde
- Palerme 1994
  - 12e de la course aux points
  - 18e de la vitesse
- Manchester 1996
  - 9e de la course aux points

### Championnats nationaux
- 1987
  -  Championne de Pologne de vitesse
- 1993
  -  Championne de Pologne de vitesse
  -  Championne de Pologne du 500 mètres
  -  Championne de Pologne de la course aux points
- 1994
  -  Championne de Pologne de vitesse
  -  Championne de Pologne du 500 mètres
  -  Championne de Pologne de la course aux points
- 1995
  -  Championne de Pologne de vitesse
  -  Championne de Pologne du 500 mètres
  -  Championne de Pologne de la course aux points
- 1996
  -  Championne de Pologne de vitesse
  -  Championne de Pologne du 500 mètres
  -  Championne de Pologne de la poursuite
  -  Championne de Pologne de la course aux points
- 1997
  -  Championne de Pologne de vitesse
  -  Championne de Pologne du 500 mètres
  -  Championne de Pologne de la poursuite
  -  Championne de Pologne de la course aux points

## Palmarès en VTT

### Championnats de Pologne
- 1993
  -  Championne de Pologne de cross-country